# خسرو تهرانی
خسرو قنبری تهرانی معروف به خسرو تهرانی (زاده ۱۳۳۳ در تهران) مقام اطلاعاتی و کارشناس امنیتی ایرانی است. او مسئول دفتر اطلاعات نخست‌وزیری در سال ۱۳۵۹ و معاون اطلاعاتی نخست‌وزیر در دوره رجایی و باهنر و مشاور امنیتی رئیس‌جمهور در دورهٔ سیدمحمد خاتمی بوده‌است.

## اطلاعات نخست‌وزیری[نیازمند منبع]
تهرانی پیش از انقلاب از مخالفان حکومت پهلوی بود و از سال ۱۳۵۴ تا ۱۳۵۷ را به جرم ارتباط با سازمان مجاهدین خلق در زندان گذراند. پس از انقلاب وارد کمیته انقلاب شد و از سال ۵۹ به پیشنهاد محمدعلی رجایی دفتر اطلاعات نخست‌وزیری را تشکیل داد. وی در این پست نیروهایی چون مصطفی قنادها، سید محمد خامنه‌ای، محمد شریعتمداری، سید محمد هاشمی، محسن امین‌زاده و رضا سیف‌اللهی را وارد این سازمان اطلاعاتی کرد. پس از انفجار دفتر نخست‌وزیری در ۸ شهریور ۱۳۶۰ به دست داشتن در این حادثه متهم گردید و به همراه چند مقام دیگر بازداشت شد. به گفته خود وی شکنجه فیزیکی در مورد او اجرا نشد اما سه تا چهار ماه در سلول انفرادی بود.

## تحصیلات[نیازمند منبع]
تهرانی فوق لیسانس علوم سیاسی خود را از دانشگاه امام صادق دریافت کرده‌است و پایان‌نامه‌اش «ساخت روانی و جامعه‌شناسانه سازمان مجاهدین خلق ایران با نگاه به مباحث تکنیکی» نام دارد. او سابقه تدریس در دانشگاه علامه طباطبایی و دانشگاه تهران را دارد. وی هم‌اکنون از مدیران دانشگاه ارشاد دماوند می‌باشد.

## مقاله جنجالی
هفته نامه شهروند امروز در سال ۱۳۸۷ به دلیل انتشار مقاله‌ای از خسرو تهرانی در مورد مجاهدین خلق در آستانه توقیف قرار گرفت. تهرانی در بخشی از مقاله مسعود رجوی را فردی هشیار و زیرک و دارای قدرت تئوریزه کردن بحران‌ها نامیده بود.